# 朝鮮総督府博物館

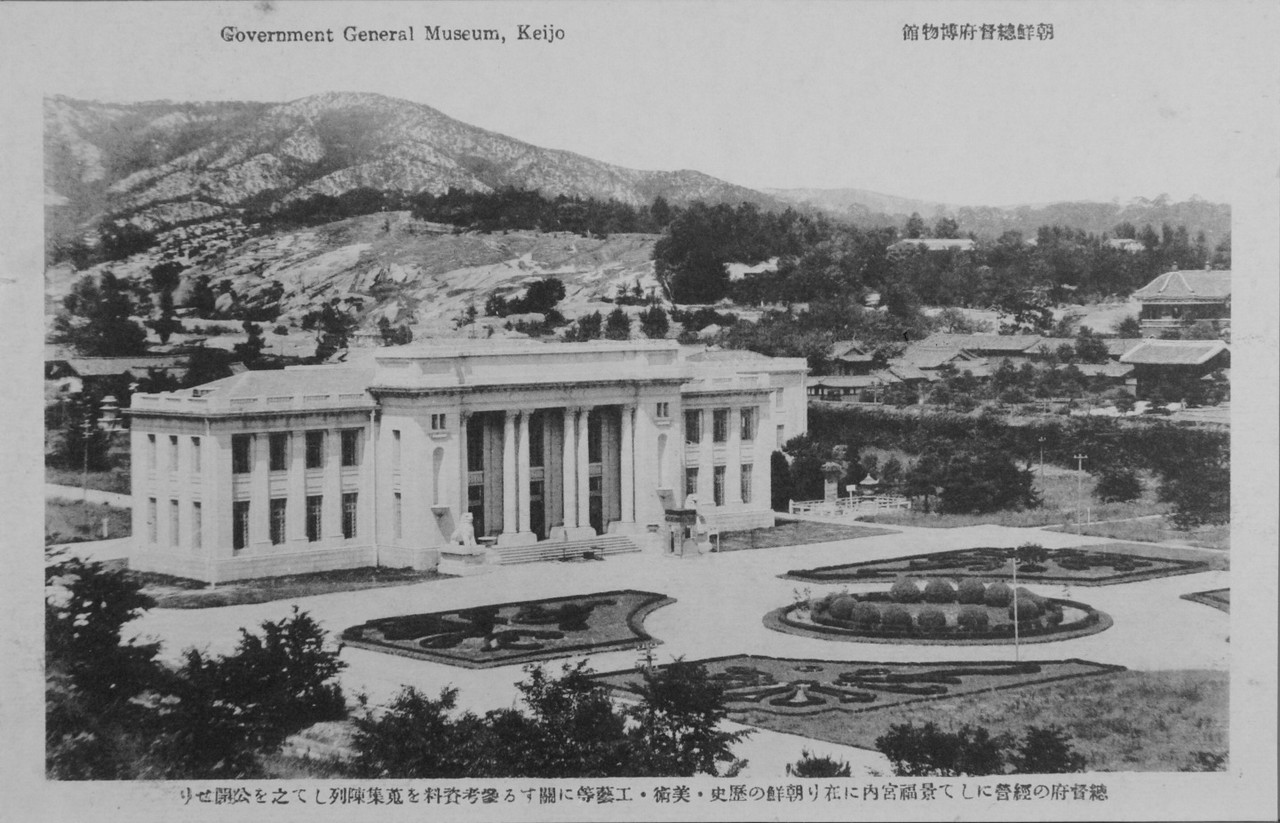
朝鮮総督府博物館

朝鮮総督府博物館（ちょうせんそうとくふはくぶつかん）は、かつて朝鮮に存在した日本の国立博物館。
1915年に朝鮮で設立され、朝鮮総督府によって管理・運営された。朝鮮半島内の重要文化財の発掘・研究・展示を目的として作られた。それまでの韓国（朝鮮）には、発掘・研究・展示を行う近代的な博物館がなかったが、朝鮮総督府博物館によって実現した。
1909年に当時の大韓帝国が皇室の文化財を保護することを目的に設立した帝室博物館は、1910年、日本の皇室の李王職美術館と改組された。
1945年8月、日本の朝鮮に対する施政権が連合国軍より停止されたことを受けて、朝鮮総督府の所管を離れるが、駐朝鮮米軍政庁文教部顧問となった有光教一（元朝鮮総督府博物館長、米軍の指示で朝鮮に残留）の手で1945年12月に再開。1948年の韓国の独立に伴い国立博物館（現国立中央博物館）として改組。